# Homalomena minutissima
Homalomena minutissima är en kallaväxtart som beskrevs av Mitsuru Hotta. Homalomena minutissima ingår i släktet Homalomena och familjen kallaväxter. Inga underarter finns listade.